# São José dos Ramos
São José dos Ramos là một đô thị thuộc bang Paraíba, Brasil. Đô thị này có diện tích 98,229 km², dân số năm 2007 là 5006 người, mật độ 51 người/km².